# Irricana
Irricana är en ort i Kanada.   Den ligger i provinsen Alberta, i den centrala delen av landet, 2 800 km väster om huvudstaden Ottawa. Irricana ligger 931 meter över havet och antalet invånare är 1 091.
Terrängen runt Irricana är platt. Runt Irricana är det mycket glesbefolkat, med 7 invånare per kvadratkilometer.. Irricana är det största samhället i trakten.
Trakten runt Irricana består till största delen av jordbruksmark.